# تجسيم (بصر)

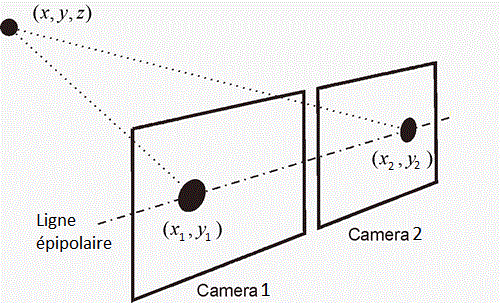

التجسيم (وتعني باليونانية الهيئة الصلبة) هو مصطلح يستخدم عادةً للإشارة إلى إدراك العمق والبنية ثلاثية الأبعاد المكتسبة على أساس المعلومات البصرية، المستمدة من عيني الكائنات التي تتميز برؤية مزدوجة متطورة طبيعيًا. تنتج الرؤية المزدوجة لدى البشر والعديد من الحيوانات بصورتين مختلفتين قليلًا تسقطان على شبكية العين، ويعود سبب ذلك لكون عيونهم تتواجد في مواضع جانبية مختلفة من رؤوسهم. تتركز الاختلافات بشكل رئيسي في الموضع الأفقي النسبي للأجسام في الصورتين. يشار إلى هذه الاختلافات الموضعية بالفوارق الأفقية أو، عمومًا، بفوارق العيون المزدوجة. تعالج الفوارق في القشرية البصرية للدماغ للحصول على إدراك للعمق. في حين أن فوراق العيون المزدوجة تكون حاضرة أثناء النظر إلى مشهد حقيقي ثلاثي الأبعاد بعينين، بالإمكان أيضًا محاكاتها عن طريق تقديم صورتين مختلفتين بشكل مصطنع لكل عين باستخدام منهج يعرف باسم «الستيريوسكوبية» أو «التجسيم ثلاثي الأبعاد». يشار إلى إدراك العمق في بعض الحالات بـ «تجسيم العمق ثلاثي الأبعاد».
بكل الأحوال، بالإمكان إدراك العمق والبنية ثلاثية الأبعاد بوساطة المعلومات البصرية المقدمة من عين واحدة مفردة، إذ تكون الاختلافات عبارة عن تغيير في حجم الجسم واختلاف منظر الحركة (اختلاف صورة الجسم مع الوقت تبعًا لحركة الراصد)، رغم أن انطباع العمق في هذه الحالات لا يكون عادة بنفس الحيوية التي يتمتع بها الانطباع الناتج عن فوارق مزدوجة (عينان). علاوة على ذلك، يمكن أن يشير مصطلح التجسيم أو «تجسيم العمق ثلاثي الأبعاد» إلى الانطباع الفريد لارتباط العمق مع الرؤية المزدوجة، الأمر الذي يشار إليه بالعامية بالرؤية ثلاثية الأبعاد (ثري دي).
اقترح أن انطباع انفصال العمق «الحقيقي» مرتبط بالدقة المستمد منها العمق، وأن هذا الإدراك الواعي لهذه الدقة -التي ينظر إليها كانطباع عن القدرة على التفاعل والواقع- قد تساعد بتوجيه التخطيط لحركة السلوك.

## المميزات

### التجسيم الغليظ والدقيق
هناك نوعان مميزان من التجسيم: التجسيم الغليظ والتجسيم الدقيق، يعطيان معلومات عن العمق بدرجة مختلفة من الدقة المكانية والزمانية.
- من الواضح أن التجسيم الغليظ (يعرف أيضًا بالتجسيم الخشن) يستخدم للحكم على الحركة المجسمة بالأبعاد الثلاثة في المحيط، وهي تعطيك حسًا بكونك مغمورًا في محيط الذات، وعلاوة على ذلك، يشار إليها أحيانًا بالتجسيم النوعي. يعد التجسيم الغليظ مهمًا للتوجه في الفضاء أثناء الحركة، مثال على ذلك، الهبوط بسرعة عن السلالم.[5]
- يستند التجسيم الدقيق على الاختلافات الساكنة، وهو يسمح للفرد أن يحدد عمق الأجسام في المنطقة البصرية المركزية (منطقة بانوم الاندماجية)، وتعرف كذلك الأمر بالتجسيم الكمي، تقاس عادة باختبارات النقطة العشوائية؛ غالبًا ما يكون الأشخاص الذين يتمتعون بتجسيم غليظ وليس تجسيم دقيق غير قادرين على إنجاز اختبارات النقطة العشوائية، يعود سبب ذلك إلى الازدحام البصري الذي يعتمد على تأثيرات التفاعل في المعالم البصرية المجاورة. يعد التجسيم الدقيق مهمًا للقيام بالمهام الحركية الدقيقة، مثل إدخال الخيط في رأس الإبرة.[5][6][7][8][9]

### المنبهات الساكنة والمتحركة
اقترحت التفرقة أيضًا بين نوعين من تجسيم العمق ثلاثي الأبعاد، هما: إدراك العمق الساكن (أو إدراك التجسيم الساكن)، وإدراك العمق أثناء الحركة (أو إدراك تجسيم الحركة). يستخدم بعض الأفراد المصابين بالحول، والذين لا يدركون تجسيم العمق الساكن ثلاثي الأبعاد، اختبارات التجسيم (بشكل خاص يستخدمون اختبارات تيتموس) ويدركون الحركة في العمق أثناء اختبارها باستخدام صور ثلاثية الأبعاد نقطية ديناميكية عشوائية. وجدت إحدى الدراسات أن التوفيق بين وجود تجسيم للحركة، وعدم وجود تجسيم ساكن يتجلى فقط في حالة الحول الخارجي، وليس في الحول الداخلي.

### الأبحاث على آلية الإدراك
هناك مؤشرات قوية أن عملية التجسيم ثلاثي الأبعاد تتألف من آليتين إدراكيتين على الأقل، ولربما ثلاثة. يعالج كل من التجسيم الغليظ والدقيق بنظامين وظائفيين فرعيين، إذ إن التجسيم الغليظ مستمد من منبه ازدواج الرؤية (رؤية صورتين لشيء واحد بعض الوقت أو كل الوقت)، وهو منبه لوجود فوارق تتجاوز نطاق اندماج الصورة في الرؤية المزدوجة، ويخضع فقط لانطباع غامض لمقدار العمق. من الواضح أن التجسيم الغليظ مرتبط بمسار ماجنو الذي يعالج الفوارق والحركة المكانية منخفضة التردد، وأن التجسيم الدقيق مرتبط مع مسار بارفو الذي يعالج الفوارق المكانية عالية التردد. يبدو أن نظام التجسيم ثلاثي الأبعاد الغليظ قادر على توفير معلومات عمق الرؤية المزدوجة المتبقية في بعض الأفراد الذين يفتقرون إلى امتلاك تجسيم دقيق.

## تاريخ التحقيقات في التجسيم
شرح التجسيم أول مرة بوساطة تشارلز ويتستون عام 1838، إذ قال فيه: «...يدرك العقل الجسم ثلاثي الأبعاد عن طريق الصورتين المتشابهتين اللتين عرضتا على الشبكيتين...»، أدرك ويتستون أن كل عين تختلف عن الأخرى لأن كل عين ترى العالم البصري من نقطتين أفقيتين مختلفتين قليلًا. تسقط الأجسام من مسافات مختلفة على العين صورًا على كلتا العينين اللتين تختلفان بموضعهما الأفقي، ما يعطي إشارة للعمق في التباين الأفقي، المعروف باسم التباين في شبكية العين أو التباين المزدوج. أظهر ويتستون أن هذا كان بمثابة إشارة فعالة للعمق من خلال خلق وهم العمق من الصور المسطحة التي تختلف فقط في التباين الافقي. اخترع ويتستون المجسم ليعرض صوره بشكل منفصل على العينين.
أدرك ليوناردو دافنشي أيضًا أن الأجسام التي تكون على مسافات مختلفة من العين، تسقط صورًا في كلتا العينين تختلفان بوضعهما الأفقي، واستنتج فقط أن هذا يجعل من المستحيل على الرسام تصوير العمق بشكل واقعي في مشهد من قماش واحد. اختار ليوناردو عامودًا ذا مقطع عرضي دائري ليكون جسمه القريب، وجدارًا مسطحًا ليكون جسمه البعيد، ولو أنه اختار أي جسم آخر قريب، لكان قد اكتشف تباينًا أفقيًا في معالمه. كان عموده أحد الأشياء القليلة التي تسقط صورًا متطابقة لنفسها في كلتا العينين.
أصبح التجسيم ثلاثي الأبعاد شائعًا في العصور الفيكتورية مع اختراع الموشور المجسم من قبل ديفيد بروستر. هذا، إلى جانب الصور الفوتوغرافية، يعني أن عشرات الآلاف من الصور ثلاثية الأبعاد قد أنتجت.
حتى الستينيات تقريبًا من القرن العشرين، كان البحث بمجال التجسيم مكرسًا لاستكشاف حدوده وعلاقته بصلابة الرؤية. كان من بين الباحثين بيتر لودفيغ بانوم، وإفالد هيرينغ، وأدلبرت آميس جونيور، وكينيث ن. أوغل.
في الستينيات، اخترعت بيلا جوليز الصور الستيريوغرامية (الصور ثلاثية الأبعاد) النقطية العشوائية. على عكس الصور ثلاثية الأبعاد السابقة التي أظهرت كل نصف صورة منها جسمًا واضحًا، أظهرت كل نصف صورة من الصور ثلاثية الأبعاد النقطية العشوائية مصفوفة مربعة مكونة من نحو 10.000 نقطة صغيرة، مع احتمالية 50% لكل صورة بأن تكون بيضاء أو سوداء. لا يمكن رؤية أجسام واضحة في أي نصف صورة.

## التجسيم البشري في الثقافات الشائعة
المجسم هو جهاز يمكن من خلاله عرض صور مختلقة لكل عين، ما يسمح بتحفيز التجسيم بوساطة صورتين، واحدة لكل عين. أدى هذا إلى اندفاع جنوني نحو التجسيم مدفوع غالبًا برغبة الحصول على أنواع جديدة من التجسيم ثلاثي الأبعاد. في العصور الفيكتورية، كان الموشور المجسم (الذي يسمح بعرض الصور المجسمة)، بينما كانت النظارات الحمراء والخضراء في العشرينيات (تسمح بمشاهدة أفلام الستيريو). في عام 1939، أعيد صياغة مفهوم الموشور المجسم إلى جهاز عرض تقني أكثر تعقيدًا (فيو-ماستر)، والذي ما زال ينتج حتى يومنا. في الخمسينيات، سمحت نظارات الاستقطاب بتجسيم الأفلام الملونة. في التسعينيات ظهرت صور سلسلة كتب «ماجيك آي» (الصور ثلاثية الأبعاد الذاتية)، التي لم تتطلب مجسم، بل اعتمدت على المشاهدين باستخدام شكل من أشكال الاندماج الحر، فترى كل عين صورًا مختلفة.

## الأساس الهندسي
يعالج التجسيم، كما يبدو، في القشرة البصرية لدماغ الثديات في خلايا الرؤية المزدوجة التي تملك حقولًا متقبلة (حسية) في مواضع أفقية مختلفة في كلتا العينين. مثل هذه الخلايا تكون نشطة فقط حين يكون الحافز المفضل لها في الموضع الصحيح في العين اليسرى، وفي الموضع الصحيح في العين اليمنى، ما يجعلها كاشفة للتفاوت.
عندما يحدق الشخص بجسم ما؛ تتقارب العينيان بحيث يظهر الجسم في منتصف شبكية العين في كلتا العينين. الأجسام الأخرى حول الجسم الرئيسي تظهر مقلوبة بالنسبة للجسم الرئيسي، بينما يبقى الجسم الرئيسي في وسط الصورتين في العينين.